# Markland

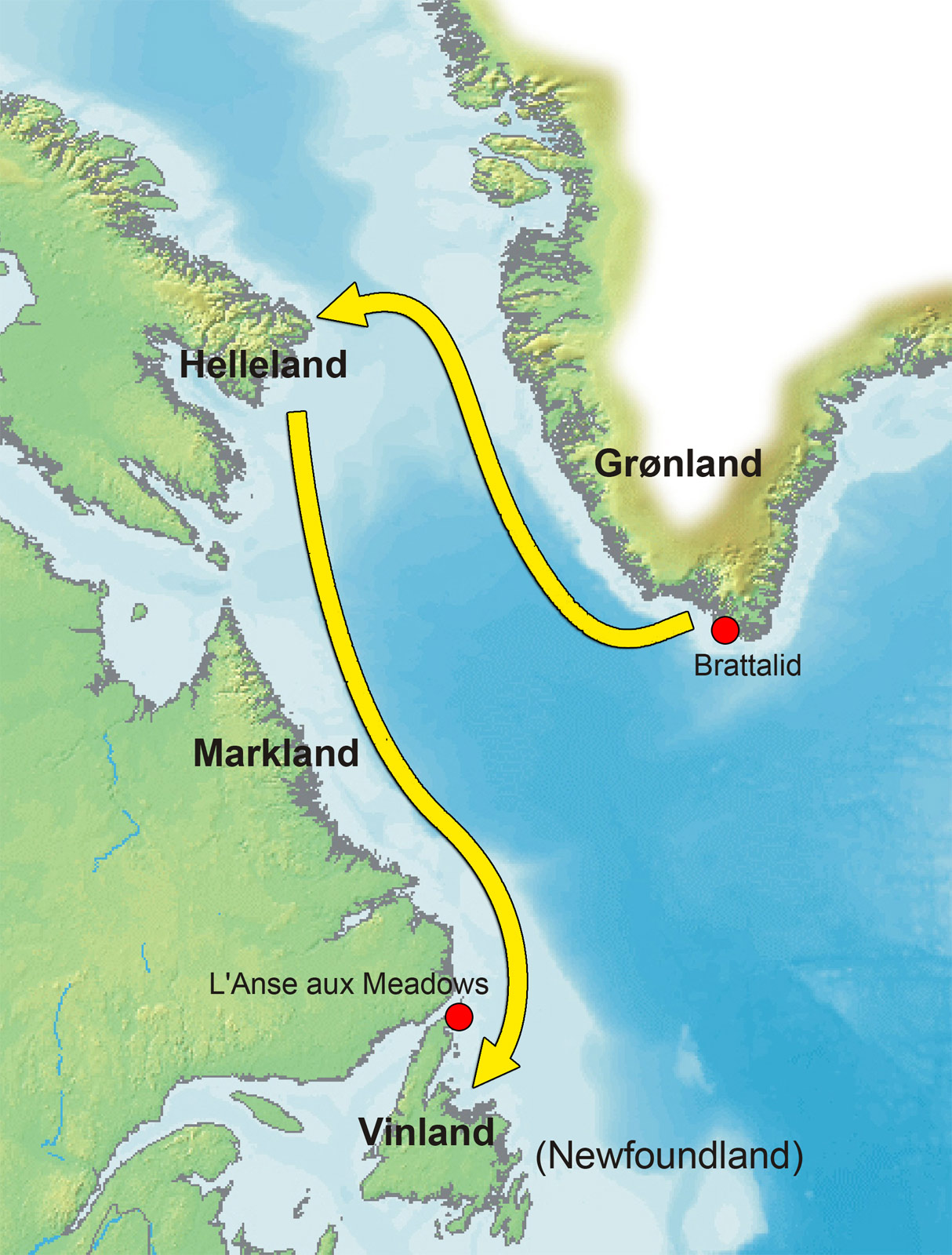
Itinerarul spre Vinland cu cele trei teritorii descoperite

Markland este numele unui teritoriu din cele trei, pe care le-a descoperit Leif Eriksson, aproximativ în anul 1000, pe coasta de nordicǎ a Americii de Nord. Termenul „Markland”, tradus din limba nordică veche înseamnǎ „Ținutul pădurilor” sau „Ținutul limitǎ”. Judecând din descriere, vikingii știau cǎ Markland este situat la nord de Vinland și la sud de Helluland. În ciuda faptului că zona pare cǎ nu a fost populatǎ scandinavi, există dovezi că ei au organizat mai multe expediții de anvergurǎ, din așezărilor lor din Groenlanda, spre a dobândi lemn din acest ținut bogat în pǎduri.

## Istoria descoperirii
Saga groenlandezilor povestește faptul cǎ Leif Eriksson a pornit într-o călătorie între 1002 și 1003, urmând ruta parcursă înainte acestuia de Bjarni Herjólfsson. Primul teritoriu atins de Eriksson a fost unul acoperit de pietre plate (în limba nordică veche häll), teritoriu pe care care vikingii l-au numit Helluland, i.e. „Ținutul Rocilor Plate”. Continuându-și călătoria de-a lungul coastei, Leif a atins astfel un pământ cu o altitudine joasă, plat, acoperit cu pǎduri și plaje cu nisip în abundențǎ și l-a numit „Markland”.
S-au întors la navă și au ieșit în larg și au deschis o a doua țară. S-au apropiat de țărm și au aruncat ancora, apoi au coborât în barcǎ și au debarcat pe țǎrm. Această țară era platǎ și acoperitǎ cu păduri. Pretutindeni de-a lungul țărmului era nisip alb și plaja pǎrea înclinată în jos spre apă.
Leif a spus:
Trebuie să numim această țară, pentru că în ea este binele. Să o numim Ținutul pădurilor. Ei s-au grăbit înapoi la navă și au plecat ei de acolo cu vântul de nord est și au fost în mare pentru două zile.
Saga islandeză povestește de asemenea despre 160 de femei și bǎrbați, lǎsați în anii 1004-1005 sǎ ierneze în Markland, sub conducerea lui Thorfinn Karlsefni. De asemenea, echipajul lui Eriksson a extras lemn de construit din Markland și l-a dus în Groenlanda, săracǎ în resurse forestiere.